# Psyche (revue)
Pour les articles homonymes, voir Psyché.
Psyche est une revue fondée en 1874 par le Cambridge Entomological Club. Elle se définissait comme une « revue publiant les contributions de toute personne compétente dans la biologie des Arthropodes ».

## Historique

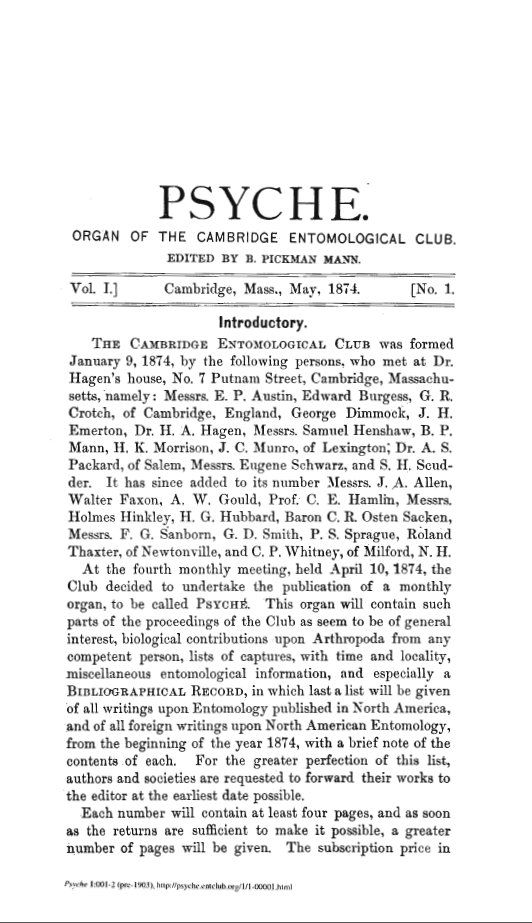
Page couverture du volume 1, numéro 1 du journal, de 1874.

Samuel Hubbard Scudder, premier éditeur de Science, proposa, lors de la quatrième réunion du  Cambridge Entomological Club, de publier une revue. Le premier éditeur en fut Benjamin Pickmann Mann. La revue ambitionnait d'établir une bibliographie des articles sur l'entomologie publiés en Amérique du Nord. Le nom de la revue est dérivé du mot grec désignant les papillons et qui a donné également un genre et une famille de papillon : Psychidae.
La revue paraît de 1874 à 1995, puis à partir 2000. En 2007, elle a été reprise par Hindawi Publishing Corporation et disponible sous licence libre.
Parmi les auteurs ayant publié dans Psyche, on trouve : Nathan Banks, Ralph Vary Chamberlin, Arthur Merton Chickering, Horace Donisthorpe, Bert Hölldobler, Robert R. Jackson, Herbert Walter Levi, Vladimir Nabokov, Norman Platnick, Embrik Strand, William Morton Wheeler et Edward Osborne Wilson.
Les anciens numéros, représentant environ 5 000 articles, sont disponibles en PDF.